# Monica Csengeri
Monica-Suneta Csengeri (n. 21 martie 1996) este o halterofilă română. A devenit campioană europeană în 2021, la categoria 49 kg.

## Cariera

### Campionatele Mondiale
La Campionatele Mondiale pentru junioare din 2012, la Košice, la categoria sub 17 ani, Csengeri a câștigat medalia de aur la stilul smuls, precum și medaliile de argint la aruncat și la total.
Prima prezență la Campionatele Mondiale de seniori a înregistrat-o în 2015, la Houston, în Statele Unite ale Americii, unde a ocupat locul 13 la stilul smuls.

### Campionatele Europene
În 2013, la Campionatele Europene de juniori, categoria sub 17 ani, la Klaipėda, în Lituania, Csengeri a obținut medalia de aur la stilul smuls și două medalii de argint, la aruncat și total. În 2014, a repetat performanța la Campionatele Europene de juniori de la Limassol, în Cipru. 
În 2015, a trecut la seniori și a cucerit medalia de bronz la stilul aruncat, la Europenele de la Tbilisi. Un an mai târziu, la Førde, în Norvegia, a venit primul aur european la senioare, la stilul smuls, alături de bronzul de la total.
Tot în 2016, Csengeri a participat la Europenele pentru juniori unde a obținut două medalii de aur și una de argint.
La Campionatele Europene din 2017, de la Split, în Croația, Csengeri a urcat din nou pe podiumul de premiere, cu trei medalii cucerite, una de aur și două de argint.
Cel mai bun rezultat al carierei la Campionatele Europene a fost înregistrat în 2021, la Moscova, unde Csengeri a câștigat toate cele trei medalii de aur puse în joc.

## Rezultate la competițiile majore
| An                   | Loc                    | Categorie           | Smuls (kg)          | Smuls (kg)          | Smuls (kg)          | Smuls (kg)          | Aruncat (kg)        | Aruncat (kg)        | Aruncat (kg)        | Aruncat (kg)        | Total               | Loc                 |
| An                   | Loc                    | Categorie           | 1                   | 2                   | 3                   | Loc                 | 1                   | 2                   | 3                   | Loc                 | Total               | Loc                 |
| Campionatul Mondial  | Campionatul Mondial    | Campionatul Mondial | Campionatul Mondial | Campionatul Mondial | Campionatul Mondial | Campionatul Mondial | Campionatul Mondial | Campionatul Mondial | Campionatul Mondial | Campionatul Mondial | Campionatul Mondial | Campionatul Mondial |
| -------------------- | ---------------------- | ------------------- | ------------------- | ------------------- | ------------------- | ------------------- | ------------------- | ------------------- | ------------------- | ------------------- | ------------------- | ------------------- |
| 2015                 | Houston, Statele Unite | 48 kg               | 75                  | 78                  | 80                  | 13                  | 93                  | 97                  | 98                  | 28                  | 173                 | 19                  |
| Campionatul European |                        |                     |                     |                     |                     |                     |                     |                     |                     |                     |                     |                     |
| 2015                 | Tbilisi, Georgia       | 48 kg               | 76                  | 80                  | 81                  | 6                   | 92                  | 96                  | 98                  | 3                   | 174                 | 5                   |
| 2016                 | Førde, Norvegia        | 48 kg               | 79                  | 82                  | 83                  | 1                   | 95                  | 98                  | 98                  | 6                   | 178                 | 3                   |
| 2017                 | Split, Croația         | 48 kg               | 80                  | 83                  | 85                  | 1                   | 94                  | 94                  | 97                  | 2                   | 179                 | 2                   |
| 2021                 | Moscova, Rusia         | 49 kg               | 86                  | 90                  | 90                  | 1                   | 97                  | 100                 | 103                 | 1                   | 189                 | 1                   |